# 雪隆胎鳚
雪隆胎鳚（學名：Emblemaria nivipes），為輻鰭魚綱鳚形目煙管鳚科隆胎鳚屬的一種，分布於中太平洋東部哥斯大黎加至巴拿馬、哥倫比亞高格納島海域，深度5至30公尺，本魚體延長，頭短鈍，無刺，吻部有2條光滑的縱脊，口腔頂部兩側各有1排牙齒，眼上有1分支觸鬚，鼻孔有短鬚，無側線、無鱗片，背鰭硬棘22枚、背鰭軟條13-14枚，臀鰭硬棘2枚、臀鰭軟條23枚，雄魚體深褐色，背部有明顯的白色且有許多棕色的小斑點，側面有一排白色斑點和條紋，背鰭有斜藍線及藍白色斑點；雌魚整體呈白色，上身和頭部有許多棕色小斑點，中外側有一排矩形的橙色中心棕色斑點，頭部和腹部有橙色條紋和斑點，背鰭前部附近有一個大的橙色眼斑，體長可達4.2公分，棲息在沙石底質海域，通常躲在空的蠕蟲管中，以浮游動物為食，雌魚產附著性卵，由雄魚守護魚卵，生活習性不明。